# Semiothisa mutabilis
Semiothisa mutabilis är en fjärilsart som beskrevs av W. Warren 1897. Semiothisa mutabilis ingår i släktet Semiothisa och familjen mätare. Inga underarter finns listade i Catalogue of Life.